# Пенсильвания в 1850-е годы

Гаррисберг, столица штата Пенсильвания, в 1855 году.

Предвоенное десятилетие  в истории Пенсильвании (1850—1860) характерно эмоциональными спорами вокруг рабовладения, которые привели к возникновению новых политических партий: Нативистской и Республиканской. К концу десятилетия нативисты утратили влияние, а Республиканская партия одержала крупную победу на губернаторских выборах 1860 года, что предопределило победу республиканца Линкольна на президентских выборах в ноябре того же года. Вместе с тем республиканцы Пенсильвании раскололись на две фракции, что создавало Линкольну много проблем. В это же десятилетие в штате развивалась экономика и была пробурена первая в США нефтяная скважина.

## Политическая история
В последнее десятилетие перед Гражданской войной особо острые споры вызывали вопросы рабовладения. Пенсильванское общество было неоднородно в отношении этого вопроса. Рабов не было в штате с 1831 года, законы штата не ограничивали жизнь чернокожих, но существовала неформальная сегрегация в театрах, церквях, транспорте и в сфере трудоустройства. Конституция 1838 года лишила чернокожих права голоса. В том же году было построено здание для выступлений аболиционистов, но его сожгли уже через несколько дней. В 1848 году губернатором Пенсильвании стал Уильям Джонстон, при которой Калифорния пожелала вступить в Союз в качестве свободного штата, и Конгресс пришёл к Компромиссу 1850 года, согласно которому Калифорния принималась в Союз, но в силу вступал Закон о беглых рабах (1850), который напоминал закон о беглых рабах 1793 года, но создавал конкретные механизмы, позволяющие возвращать беглых рабов владельцам. Губернатор Джонстон заявил, что Пенсильвания подчинится закону, но приложит усилия к его пересмотру. Губернаторские выборы 1851 года привлекли внимание всей страны, потому что должны были показать отношение к Компромиссу в большом и консервативном штате. Демократы выдвинули кандидатом Уильяма Билгера и рассчитывали провести в президенты Джеймса Бьюкенена в 1852 году, а партия вигов реноминировала Джонстона и рассчитывала продвинуть в президенты Уинфилда Скотта. Неожиданно, перед самыми выборами, чернокожие напали на мэрилендца, который пытался вернуть своих беглых рабов — инцидент, известный как Мятеж в Кристиане.

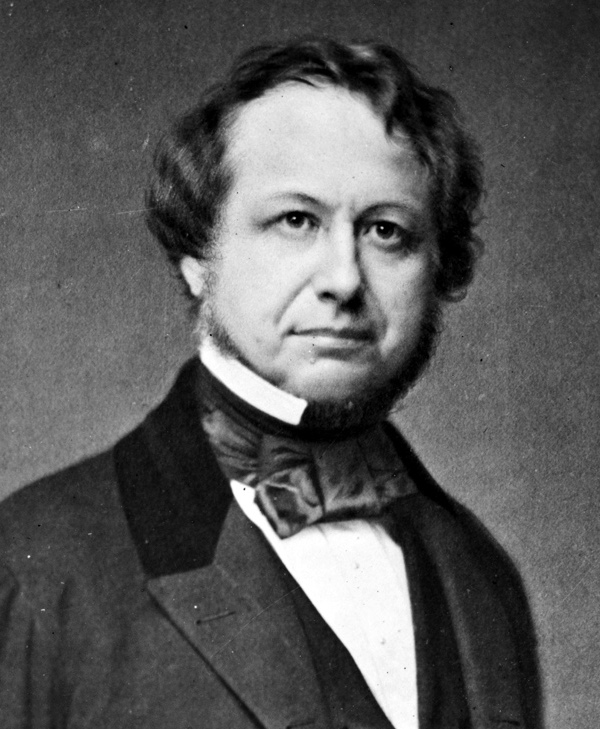
Уильям Биглер, губернатор Пенсильвании с 1852 года

Мятеж скомпрометировал позиции аболиционистов и самого Джонстона, поэтому на губернаторских выборах победил Уильям Биглер. Эта победа увеличила шансы Бьюкенена на победу на президентских выборах 1852 года, но на конвенте демократической партии победил Франклин Пирс, который в итоге и стал президентом. Бьюкенен рассчитывал на его поддержку, но Пирс отправил его послом в Великобританию, что не давало Бьюкенену никаких политических преимуществ. Губернатор Билгер был намерен уважать законы и Компромисс, но именно в эти годы общественное мнение штата качнулось в пользу аболиционистов. Билгер объединил город Филадельфию с округом Филадельфия, что упростило административное управление, и готовился к перевыборам в 1854 году, но в мае 1854 Конгресс принял «Закон Канзас-Небраска», который отменил Компромисс 1820 года и допустил распространение рабовладения на западные территории. Проблема рабства, которая, казалось, была решена в 1850 году, снова стала актуальной.
Одновременно в Пенсильвании сложилась партия нативистов, которая ставила своей целью борьбу с католиками в штате. Их голоса не дали победить Биглеру, и губернатором стал Джеймс Поллок, кандидат от вигов. На его победу повлияли и голоса партии Сухого закона, взгляды которых он разделял. Саймон Кэмерон сумел договориться с нативистами и в 1855 году они выбрали его в Сенат США. Это породило небольшой скандал, из-за которого Кэмерон охладел к Демократической партии и впоследствии перешёл к Республиканской партии. Эта партия формировалась с 1852 года среди противников закона Канзас-Небраска. Дэвид Уилмот стал одним из организаторов партии в Пенсильвании. Пред выборами 1856 года республиканцы старались дистанцироваться от радикальных аболиционистов и избегать резких высказываний о рабстве, ограничиваясь критикой коррупции в демократической партии. Между тем на конвенте демократической партии в Цинциннати кандидатом в президенты был выдвинут Джеймс Бьюкенен в паре с Джоном Брэкинриджем. Бьюкенен победил в Пенсильвании и это обеспечило ему победу в национальном масштабе. Президентские выборы 1856 года повлияли на губернаторские выборы 1857 года: партийный конвент выдвинул кандидатом в губернаторы Уильяма Пекера, личного друга Бьюкенена, а республиканцы выдвинули Уилмота, но Пекер победил с большим отрывом. Победы 1856 и 1857 годов были большим успехом партии демократов, но в последующие годы её влияние стало падать.
Летом 1859 года аболиционист Джон Браун поселился в Чамберсберге, собрал отряд единомышленников и 16 октября напал на арсенал а вирджинском городе Харперс-Ферри. Восстание было подавлено, но оживило споры о рабстве и вызвало раскол в партии Демократов. Она разделилась на Северных демократов Дугласа и южных демократов Брэкинриджа. Одновременно, в мае 1860 года, республиканцы выдвинули Линкольна кандидатом в президенты на своём конвенте в Чикаго. Республиканцам для победы важно было победить в Пенсильвании, а для этого кандидатом должен был быть умеренный Линкольн. В октябре в Пенсильвании прошли губернаторские выборы: победил республиканец Эндрю Кёртин, республиканцы захватили 71% мест в ассамблее, 10 из 12-ти сенатских мест и 18 из 25-ти мест в Конгрессе. Это предопределило исход президентских выборов в ноябре: Линкольн победил с большим отрывом. Чувствуя приближение гражданской войны многие пенсильванцы стали выступать за примирение или хотя бы за мирную сецессию. Линкольн, приняв пост, обнаружил в Пенсильвании две республиканские группировки (Кёртина и Кэмерона), которые боролись за его влияние. Так как Кёртин уже стал губернатором, то президент назначил Кэмерона военным министром, ещё не осознавая, насколько важным станет этот пост. В частной переписке Линкольн жаловался, что пенсильванские республиканцы доставляют ему больше хлопот, чем сама сецессия.

## Экономическая история

### Железные дороги

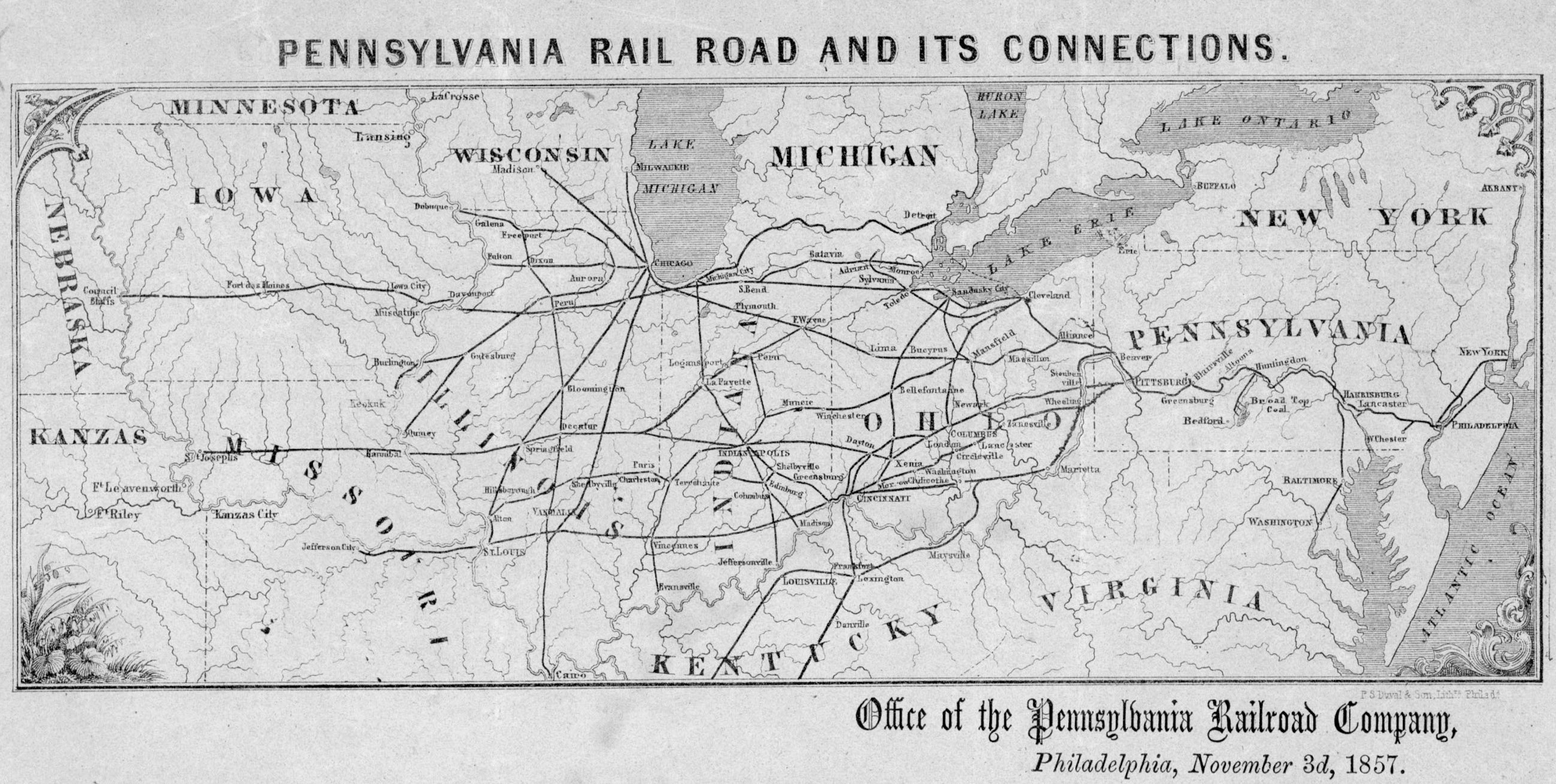
Пенсильванская железная дорога в 1857 году.

В первой половине XIX века грузоперевозки в Пенсильвании осуществлялись в основном по каналам. Их суммарная длина достигла пика (954 мили) к 1840 году. Но железные дороги постепенно развивались и к 1850 году достигли той же длины. К концу предвоенного десятилетия суммарная длина железных дорог Пенсильвании составила уже 2598 миль. До 1850 года железнодорожным строителям приходилось преодолевать сопротивление сельских жителей: фермеры жаловались, что поезда пугают скот, пароходные компании боялись конкуренции и тд. Однако, к 1850 году отношение изменилось, поезда стали общепризнанным средством транспорта, а города, округа и частные лица охотно инвестировали деньги в их строительство. Каждый город старался завести у себя железнодорожную станцию. Инвестиции в железные дороги стали предметом крупных политических споров. Однако по мере удлинения дорог местного капитала стало недостаточно и инвесторами больших дорог стали англичане.
В Пенсильвании железные дороги использовались в основном для транспортировки угля: в 1856 году он составлял 42% всего тоннажа перевозок. Некоторые дороги перевозили уголь от шахты до ближайшего порта, но некоторые дублировали каналы и постепенно перехватывали их грузопоток. До 1850 года дороги строились небольшими частными компаниями и имели небольшую длину. Но в предвоенное десятилетие возникла новая практика: крупные инвесторы скупали мелкие линии и превращали их в крупные железнодорожные магистрали. Так Pennsylvania Railroad скупила такое количество дорог, что фактически стала монополистом на пространстве от Чикаго по всей Пенсильвании. Она обслуживала основной поток, хотя боковые ответвления обслуживались иными компаниями.

### Статьи
- Ivan D. Steen. PHILADELPHIA IN THE 1850'S: As Described by British Travelers (англ.) // A Journal of Mid-Atlantic Studies. — Penn State University Press, 1966. — Vol. 18, iss. 2. — P. 30-49.
- John Majewski. The Political Impact of Great Commercial Cities: State Investment in Antebellum Pennsylvania and Virginia (англ.) // The Journal of Interdisciplinary History. — The MIT Press, 1997. — Vol. 28, iss. 1. — P. 1-26. — doi:10.2307/206163.